# Катаркольский сельский округ
Катарко́льский се́льский окру́г (каз. Қатаркөл ауылдық округі) — административная единица в составе Бурабайского района Акмолинской области Казахстана.
Административный центр — село Катарколь.

## География
Административно-территориальное образование расположено в северо-восточной части Бурабайского района. В состав сельского округа входит 4 населённых пункта.
Граничит с землями административно-территориальных образований: на севере — Национальный парк «Бурабай»; Ульгинский сельский округ района Биржан сал — на востоке; сельский округ Атамекен — на юге, юго-западе, Урумкайский сельский округ, город Щучинск — на западе.
Территория сельского округа охватывает восточную часть Кокшетауской возвышенности, располагаясь непосредственно на Казахском мелкосопочнике. Рельеф — мелкосопочный, покрытий лесными массивами Бурабай. Общий уклон — с северо-запада на юго-востоке. Средняя высота — 420—430 метров над уровнем моря.
Гидрографические компоненты: озёра Жукей, Катарколь.
Климат холодно-умеренный, с хорошей влажностью. Среднегодовая температура воздуха положительная и составляет около +2,7°С. Среднемесячная температура воздуха в июле достигает +18,3°С. Среднемесячная температура января составляет около −15,1°С. Среднегодовое количество осадков составляет около 465 мм. Основная часть осадков выпадает в период с мая по август.

## История
В 1989 году существовал как — «Котыркольский сельсовет», в составе Щучинского района Кокчетавской области.
В составе сельсовета находились 7 населённых пунктов — сёла Котырколь (административный центр), Вишнёвое, Ключевое, Кордон-Приозёрный, Мечта, Приозёрное, Сосновка.
В периоде 1991—1999 годов:
- село Котырколь и Котыркольский сельский округ были переименованы и преобразованы в село Катарколь и Катаркольский сельский округ;
- сёла Мечта, Приозёрное были упразднены;
- после упразднения Кокшетауской области в 1997 году, территория упразднённой области вошла в состав Северо-Казахстанской области;
- с 1999 года вместе с районом — в составе Акмолинской области.

Совместным решением XIX сессии Северо-Казахстанского областного Маслихата и Акима области от 30 октября 1998 года № 19/10-241 «Об исключении из учетных данных населенных пунктов области, утративших статус самостоятельных административно-территориальных единиц» (зарегистрированное Управлением юстиции Северо-Казахстанской области 15 декабря 1998 года № 43):
- село Кордон-Приозёрный было переведено в категорию иных поселений и исключено из учётных данных.

## Население
| Численность населения | Численность населения | Численность населения | Численность населения |
| 1989                  | 1999                  | 2009                  | 2021                  |
| --------------------- | --------------------- | --------------------- | --------------------- |
| 4530                  | ↘3380                 | ↘3156                 | ↘3024                 |

## Состав
| № | Населённый пункт  | Тип населённого пункта       | Население, 1989 | Население, 1999 | Население, 2009 |
| - | ----------------- | ---------------------------- | --------------- | --------------- | --------------- |
| 1 | Вишнёвое          | село                         | 125             | 97              | 51              |
| 2 | Катарколь         | село, административный центр | 3 995           | 2 922           | 2 854           |
| 3 | Ключевое          | село                         | 109             | 93              | 53              |
| 4 | Кордон-Приозёрный | село, упразднено             | 2               | -               | -               |
| 5 | Мечта             | село, упразднено             | 11              | -               | -               |
| 6 | Приозёрное        | село, упразднено             | 32              | -               | -               |
| 7 | Сосновка          | село                         | 256             | 268             | 198             |

## Местное самоуправление
Аппарат акима Катаркольского сельского округа — село Катарколь, улица Ленина, 34Б
- Аким сельского округа — Кусаинов Мереке Сапарбекович[1].